# Освета љубави
Освета љубави (шп. Géminis, venganza de amor) је шпанска теленовела снимана током 2002. и 2003.
У Србији је приказивана 2004. на Трећем каналу Радио-телевизије Србије.

## Синопсис
Данијел Ферер је млади предузетник, који је годинама заробљен у мору лажи, покајања и кривице, поред жене коју не воли али и према којој се према њој осећа одговорним. У тој очајној ситуацији, он упознаје Клару, веселу девојку, импулсивну и страствену. Клара је тотално другачија од свих жена које је Данијел упознао и можда је то био разлог да се заљуби у њу чим ју је угледао. Иако је на почетку млада девојка мислила да је предузетник хладан и надмен, ускоро ће схватити да се иза тог лика крије осећајан мушкарац. Клара се предаје Даниелу, иако је он везан за своју жену Елену. Елена са своје стране, иако у стварности не воли свог мужа, такође не жели да га изгуби. Она је све више убеђена да је Данијел крив за смрт њеног брата и њеног оца, и спремна је да му то наплати на било који начин, претварајући му живот у пакао. Заслепљена бесом, чак ће измислити и наводну трудноћу да би задржала мужа уз себе. Да би довела до краја своју освету, Елена рачуна на помоћ свог љубавника, Октавија, мушкарца без скрупула и морала, чији је највећи интерес да живи од Елениног богатства. Тако ће Октавио поставити Клари замку, која ће јој у потпуности променити зивот. Наредних пет година, Клара проводи у затвору, окривљена за трговину дроге, злочин који она није починила. Одатле излази као тотално другачија жена од оне која је била и мржња је један од њених главних оружја.

## Улоге
| Глумац                | Улога         |
| --------------------- | ------------- |
| Ана Турпин            | Клара Торес   |
| Мануел Сан Мартин     | Данијел Ферер |
| Исабел Серано         | Елена Алонсо  |
| Рафаел Рохас          | Октавио       |
| Борха Елгеа           | Давид Падиља  |
| Рафа Кастехон         | Андрес Лопез  |
| Мануела Веласко       | Беатриз Торес |
| Елиса Гарзон          | Нурија Лопез  |
| Алфонсо Ваљехо        | Анхел         |
| Марија Луиса Сан Хосе | Аурора        |
| Пака Габалдон         | Луиса Рамос   |
| Марија Кости          | Олга          |
| Борха Елгеа           | Давид Падиља  |
| Марија Хосе Алфонсо   | Лурдес        |
| Асунсион Балагер      | Марија        |
| Пепе Мартин           | Карлос Ферер  |